# Sam Jaeger
Sam Jaeger (Perrysburg, 29 januari 1977) is een Amerikaanse acteur en scenarioschrijver.

## Biografie en carrière
Jaeger is de zoon van LeAnne en Charles Jaeger. Hij is de jongste van vier kinderen. Hij is afgestudeerd in 1995 van de Perrysburg High School en in 1999 ontving hij een graad (Fine Arts) aan het Otterbein College. Tijdens zijn studie werkte hij bij een castingbureau in New York. Hij is getrouwd met actrice Amber Marie Mellott, op 5 augustus 2007. Hij ontmoette haar op het Otterbein College. Ze hebben samen een zoon, en hij heeft een stiefdochter.
Hij begon met acteren toen hij studeerde. Zijn eerste gastrol was in de serie Law & Order (1999). Hij trad op in verschillende theaters in New York, voordat hij verhuisde naar Los Angeles en Hollywood. Zijn carrière ging snel toen hij rollen kreeg in bekende films zoals Traffic (2000) en Behind Enemy Lines (2001), en doordat hij de hoofdrol samen met Bruce Willis en Colin Farrell speelde in Hart's War (2002). In 2009 kreeg hij de rol van Joel Graham in de NBC serie Parenthood. Hij schreef, regisseerde en speelde samen met zijn vrouw in de film Take Me Home in 2011.

## Filmografie
| Jaar                           | Titel                        | Rol                                     | Opmerkingen |
| ------------------------------ | ---------------------------- | --------------------------------------- | ----------- |
| 1999                           |                              |                                         |             |
| Double Platinum                | Ober                         | Televisiefilm                           |             |
| Law & Order                    | Bill Conway                  | Afl. Admissions                         |             |
| 2000                           |                              |                                         |             |
| The West Wing                  | Bill Kelley                  | Afl. In This White House                |             |
| Code Blue                      | Greg Tikara                  | Stem (computerspel)                     |             |
| 2001                           |                              |                                         |             |
| Signs of Life                  | Jerry                        | Afl. Pilot                              |             |
| That's Life                    | Andy Paulsen                 | Afl. Something Battered, Something Blue |             |
| Behind Enemy Lines             | Red Crown Operator #1        |                                         |             |
| ER                             |                              | Afl. Quo Vadis?                         |             |
| 2002                           |                              |                                         |             |
| Hart's War                     | Kapitein R.G. Sisk           |                                         |             |
| Blood Work                     | Deputy                       |                                         |             |
| Girls Club                     | Kevin O'Neil                 | 9 afleveringen                          |             |
| 2003                           |                              |                                         |             |
| Scrubs                         | Steve Larkin                 | Afl. My Philosophy                      |             |
| CSI: Crime Scene Investigation | Kevin the Bellman            | Afl. Lucky Strike                       |             |
| Advantage Hart                 | Colt Skyler                  | Korte film                              |             |
| 2004                           |                              |                                         |             |
| NYPD Blue                      | Kamal 'Tim Garrity' Muhammad | Afl. Passing the Stone                  |             |
| The Riverman                   | Dave Reichert                |                                         |             |
| 2005                           |                              |                                         |             |
| Sexual Life                    | Jerry's Best Friend          |                                         |             |
| 2006                           |                              |                                         |             |
| Lucky Number Slevin            | Nick Fisher                  |                                         |             |
| Commander in Chief             | Vince's Partner              | Afl. Ties That Bind                     |             |
| S.C.R.E.W.D.                   | De Regisseur                 |                                         |             |
| Catch and Release              | Dennis                       |                                         |             |
| More, Patience                 | Tom                          |                                         |             |
| 2007                           |                              |                                         |             |
| Breaking Down Carla            | Max                          | Korte film                              |             |
| Notes from the Underbelly      | Tom                          | Afl. Heather's Visit                    |             |
| 2008                           |                              |                                         |             |
| Henry Poole Is Here            | Lance                        |                                         |             |
| Eli Stone                      | Matt Dowd                    | 26 afleveringen                         |             |
| 2009                           |                              |                                         |             |
| Within                         | Nathan Weiss                 |                                         |             |
| Drop Dead Diva                 | Barry Schuester              | Afl. Lost and Found                     |             |
| Friday Night Lights            | Doug                         | Afl. In the Skin of a Lion              |             |
| 2010-2015                      |                              |                                         |             |
| Parenthood                     | Joel Graham                  | 103 afleveringen                        |             |
| 2011                           |                              |                                         |             |
| Take Me Home                   | Thom                         |                                         |             |
| 2013                           |                              |                                         |             |
| The Truth About Emanuel        | Thomas                       |                                         |             |
| Miss Dial                      | Kyle                         |                                         |             |
| The PET Squad Files            | Trynt Champagne              | 2 afleveringen                          |             |
| Plain Clothes                  | Cole                         |                                         |             |
| 2014                           |                              |                                         |             |
| Inherent Vice                  | Agent Flatweed               |                                         |             |
| American Sniper                | Navy Seal Lt. Martin         |                                         |             |
| 2015                           |                              |                                         |             |
| To Dust Return                 | John Reynolds                |                                         |             |
| 2019                           | Why women kill               | Rob stanton                             |             |
| 2018                           | The Handmaid's Tale          | Mark Tuello                             |             |
| 2022                           | Devil in Ohio                | Peter Mathis                            |             |

|}